# 唐詩詠
唐詩詠（英語：Natalie Tong Sze Wing，1981年5月3日—）、香港女演員及節目主持，原名唐思盈，前無綫電視女藝人，於2003年加入無綫電視，2017年，唐詩詠奪得《萬千星輝頒獎典禮2017》「最佳女主角」，至2022年9月，唐詩詠離巢效力20年的無綫電視並不續約。

## 個人經歷
唐詩詠畢業於聖公會聖紀文小學及葵涌循道中學，中學時期開始當兼職模特兒。2000年，她拍攝香港電台電視部製作的青春劇《青春@Y2K》嶄露頭角，2002年亦參與了第一部電影《嫁個有錢人》，其後主要電影裏擔任配角演出，包括《2002》、《墨斗先生》、《龍咁威2之皇母娘娘呢？》。2003年，她加入無綫電視，拍攝的首部劇集是青春劇《當四葉草碰上劍尖時》，同劇演員有黎諾懿、姚子羚、李雨陽等。其後也參演多部電視劇，包括《天幕下的戀人》、《緣來自有機》、《最美麗的第七天》等。2005年，唐詩詠參與了首部主演的單元電影《擁抱每一刻花火 （页面存档备份，存于）》。她於2007年首次有份拍攝無綫月曆。
2010年，入行七年的唐詩詠在李添勝監製的劇集《鐵馬尋橋》中飾演悲慘的應雁鳴（阿雁）一角，奪得該年度的《萬千星輝頒獎典禮》飛躍進步女藝員奬，以及入圍角逐最佳女配角。她領獎時哭成涙人，感謝已離世的母親，還表示要帶同獎座去拜祭她。。2013年在李添勝監製的劇集《神探高倫布》中一人分飾兩角，與三屆視帝黎耀祥再次合作演出，劇集播映以來亦劣評如潮。
2015年1月，唐詩詠客串演出劇集《四個女仔三個BAR》，她於劇中飾演大律師「鄭妁彤」一角。劇中雖然只為特別客串演出，但她為求演出逼真，特地到法院旁聽偷師及向一名真正大律師實習一個月，其專業態度及劇中出色的演技備受觀眾讚賞。2015年7月，她因不肯續約而遭無綫電視雪藏，故拍畢《公公出宮》後沒有接拍任何新劇。
2017年，唐詩詠在劇集《不懂撒嬌的女人》中飾演「凌禹勤（Cherry）」一角，爆大冷奪得《萬千星輝頒獎典禮2017》「最佳女主角」。由於該劇第一女主角宣萱飾演「凌敏（Mall姐）」為「最佳女主角」頂頭大熱，因此唐詩詠憑該劇奪「最佳女主角」備受爭議，唐詩詠的演技及戲份被認為沒有資格奪「最佳女主角」，更有指唐詩詠續約換獎。
2020年，唐詩詠有份演出的劇集《鐵拳英雄》原定9月首播，該劇宣傳片亦已播出，當時劇名為《唐人街》，但是該劇臨時被抽起播映無期，改播劇集《C9特工》。而同年中拍攝完畢的另一劇集《超能使者》亦被雪藏，因此，唐詩詠於2020年全年沒有任何劇集亮相機會，結果於《萬千星輝頒獎典禮2020》連提名資格也沒有。
2021年，唐詩詠有份演出的《我家無難事》原定8月首播，該劇宣傳片亦已播出，卻因2021年東京奧運劍擊熱潮而延至9月首播，改播劇集《七公主》。唐詩詠有至少1年半沒有劇集出街而導致近3年零廣告，因此唐詩詠被指有意離巢。
2022年1月，唐詩詠有份演出的劇集《鐵拳英雄》被雪藏兩年多後於炮灰檔期首播。2022年7月，唐詩詠有份演出的劇集《白色強人II》首播，唐詩詠在該劇被降呢未能成為第一女主角。2022年9月，唐詩詠與無綫電視的合約完結。2022年10月，唐詩詠有份演出的劇集《超能使者》也被雪藏兩年多後於她離巢後首播。
2023年3月，唐詩詠有份演出的劇集《隱形戰隊》也於她離巢後首播﹐代表唐詩詠於無綫電視的劇集全數播出。

## 感情生活
余文樂
2000年，唐詩詠與余文樂拍攝香港電台劇集《青春@Y2K》期間擦出愛火，戀情維持一年；2017年，唐詩詠承認余文樂是其初戀。
崔建邦
2005年，唐詩詠與崔建邦傳出緋聞，多年後兩人公開戀情。唐與崔在一起後多次離合，每次均成傳媒報導及網民討論話題。2009年底，發生崔建邦涉嫌虐打中巴混血兒鄺敏慧事件後，唐詩詠對崔建邦不離不棄並公開發聲護航，令網民倍感欣賞，因而得到「100分好女友」之稱。直至數年後崔建邦再次出軌，唐詩詠終無法忍受男方不忠的性格而分手。
洪永城
2013年，唐詩詠與洪永城因拍攝劇集《載得有情人》擦出愛火花。2017年5月，兩人宣布正式分手。2017年12月，唐詩詠接受訪問時表示她跟洪永城分開有很多原因，例如壓力，一直以為拍拖只是兩人的事，她只活在自己世界，不理外面的事，原來另一半不是這樣，他是有壓力的，並表示將來再拍拖，要學懂怎樣保護對方，為對方設想。

## 演出作品

### 電視劇
| 首播     | 劇名                 | 角色                      |
| 無綫電視 |                      |                           |
| 2003年   | 當四葉草碰上劍尖時   | 高 晴                     |
| 2004年   | 赤沙印記@四葉草.2    | 高 晴、沙 妮（Sandy）     |
| 2004年   | 心理心裡有個謎       | 萬家樂（Race）            |
| 2005年   | 奇幻潮之四人再歸西   | 凌 二（Alice）            |
| 2005年   | 心花放               | 林小湖（妹妹）            |
| 2005年   | 老婆大人             | 葛寶怡（Bowie）           |
| 2005年   | Yummy Yummy          | 陳家寶（Kabo）            |
| 2006年   | 天幕下的戀人         | 高逸晴（Coco）            |
| 2006年   | 高朋滿座             | 程家敏／程家詩（Ceci）    |
| 2006年   | 法證先鋒             | 趙雪敏（阿Mon）           |
| 2006年   | 樓住有情人           | 蔡盈盈（Yuki）            |
| 2007年   | 寫意人生             | 方子敏（Isabel）          |
| 2007年   | 溏心風暴             | Angel                     |
| 2007年   | 緣來自有機           | 翁慧茹                    |
| 2007年   | 通天幹探             | 魏詩嘉                    |
| 2007年   | 建築有情天           | 江安蕎（Angel）           |
| 2008年   | 最美麗的第七天       | 王芷君（SaSa）            |
| 2008年   | 東山飄雨西關晴       | 莊鳳儀（少女）            |
| 2009年   | 老婆大人II           | 葛寶怡（Bowie）           |
| 2009年   | ID精英               | 葉安兒                    |
| 2009年   | 老友狗狗             | 周嘉汶（Carmen）          |
| 2010年   | 鐵馬尋橋             | 應雁鳴                    |
| 2010年   | 翻叮一族             | 戴瑩莉（Gabe）            |
| 2011年   | 仁心解碼             | 陳美娟（Macy）            |
| 2011年   | Only You 只有您      | 馬曉晴（Jessie）          |
| 2011年   | 真相                 | 潘巧如（Cecelia、大C）    |
| 2011年   | 紫禁驚雷             | 西魯克·桂倫               |
| 2011年   | 法證先鋒III          | 張美恩（Michelle）        |
| 2012年   | 拳王                 | 任好逑（波波）            |
| 2012年   | 衝呀！瘦薪兵團       | 巫健兒（Kin）             |
| 2012年   | 飛虎                 | 裴芷琪（Kary）            |
| 2012年   | 造王者               | 樊紅纓／余晴（麗妃）      |
| 2012年   | 大太監               | 阿魯特·寶音（皇后）       |
| 2013年   | 神探高倫布           | 梅妹／司徒男              |
| 2014年   | 守業者               | 馮芷晴                    |
| 2014年   | 載得有情人           | 梅敏君（MK妹）            |
| 2014年   | 大藥坊               | 許君約                    |
| 2015年   | 四個女仔三個BAR      | 鄭妁彤（Ashley）          |
| 2015年   | 梟雄                 | 李芷晶                    |
| 2016年   | 鐵馬戰車             | 姚 瑤                     |
| 2016年   | 公公出宮             | 黃 蓮                     |
| 2016年   | 廉政行動2016         | 區文穎（Teresa）          |
| 2016年   | 城寨英雄             | 蔡淑娟（特別演出）        |
| 2017年   | 不懂撒嬌的女人       | 凌禹勤（Cherry）          |
| 2018年   | 棟仁的時光           | 程敏琦（契媽、Kris）      |
| 2018年   | 天命                 | 豆 蔻                     |
| 2019年   | 白色強人             | 蘇 怡（Zoe）              |
| 2019年   | 解決師               | 蔣穎欣（Jovy、Miss Chan） |
| 2019年   | 一代宗獅迎新歲       | 師母                      |
| 2021年   | 我家無難事           | 田羽菲（Faye）            |
| 2022年   | 鐵拳英雄             | 錢芊芊／路霜霜 (丫鬟)     |
| 2022年   | 回歸光影頌: 我的驕傲 | 孫卓嵐                    |
| 2022年   | 白色強人II           | 蘇 怡（Zoe）              |
| 2022年   | 美麗戰場             | 趙 太（特別演出）         |
| 2022年   | 超能使者             | 喬若嵐（Q姨）             |
| 2023年   | 隱形戰隊             | 喬寶寶（Madam Q）         |
| 香港電台 |                      |                           |
| 2000年   | 青春@Y2K             | 唐思凝                    |

### 電影
| 首映   | 電影名稱                             | 角色       |
| 2002年 | 嫁個有錢人                           | 雷頌德老婆 |
| 2002年 | 2002                                 | 女學生     |
| 2004年 | 墨斗先生                             | Joey       |
| 2005年 | 龍咁威II之皇母娘娘呢？               | 詩詩       |
| 2005年 | 擁抱每一刻花火（页面存档备份，存于） | 麥笑芳     |
| 2008年 | 我的最愛                             | May        |
| 2008年 | 出水芙蓉                             | Helen      |
| 2013年 | 逃出生天3D                           | 冰冰       |
| 2017年 | 我要發達                             | 唐詩詩     |
| 2018年 | 風再起時                             | 廉署調查員 |
| 2018年 | 我的情敵女婿                         | 謝詩燕     |
| 2020年 | 阿索的故事                           | 阿寶       |
| 2023年 | 爆裂點                               | 柳青       |
| 2025年 | 麻雀女王追男仔                       |            |
| 待定   | 臥底的退隱生活                       | 毛姑姑     |

## 節目作品

### 主持
| 年份                    | 節目                                            |
| 無綫電視                |                                                 |
| 2003年－2005年          | K-100 - 主持(最後一代主持)                      |
| 2006年                  | 愛牙天使護齒好開始 - 主持                       |
| 2006年－2007年          | 最緊要健康 - 主持                               |
| 2009年                  | 青少年唱作生命力 - 主持                         |
| 2011年9月19－23日       | 關西風雨·晴 - 主持                              |
| 2014年8月31日           | 2014年度香港小姐競選 - 最上鏡小姐評判           |
| 2016年4月18－22日       | 有乜好過去camping - 德國篇 - 主持               |
| 2016年                  | 星級打工時代 - 主持(第5集)                      |
| 2016年                  | TVB 馬來西亞星光薈萃頒獎典禮2016-列席者、得獎者 |
| 2017年                  | 星級超常任務 - 主持(第3、6、8集)                |
| 2018年                  | 搭上高鐵愛旅遊                                  |
| 2018年                  | TVB 50+1再出發節目巡禮2019                      |
| HOY TV                  |                                                 |
| 2024年3月25日－4月5日   | 英國邊忽好 - 主持                               |
| 2024年12月9日－12月20日 | 韓國邊忽好-主持                                 |

### 電視節目
| 年份          | 節目                                     |
| Astro華麗台   |                                          |
| 2015年7月26日 | 《星級健康3之星夢成真》(第4集)           |
| 2016年        | 《星級健康4之Go Green碳世界》(第11-13集) |
| 香港電台      |                                          |
| 2001年        | ETV 小學數學科 - 追尋檔案(二)            |
| 2004年        | TeenPower                                |
| 2004年        | 戀愛二人前                               |
| 2004年        | 千嬌百媚第1、2輯                         |

### 音樂錄像
| 年份   | 歌曲                  |
| 2002年 | 方力申《可喜可賀》    |
| 2003年 | 李逸朗《愛上你的愛》  |
| 2004年 | 葉文輝《私家歌》      |
| 2004年 | 古巨基《悟空》        |
| 2005年 | 鄭中基《無賴》(KTV版) |
| 2005年 | 方力申《自導自戀》    |
| 2005年 | Bliss《暗戀病》       |
| 2006年 | 戴夢夢《花洒》        |
| 2007年 | 鄧健泓《大件事》      |
| 2007年 | 關楚耀《大小姐》      |
| 2007年 | 古巨基《下次再見》    |

## 無綫月曆
| 年份及月份            | 參與藝人                                                                                                 |
| 2007年 7月            | 與黎姿、廖碧兒                                                                                           |
| 2008年 9月            | 與鄧萃雯、黎姿、林保怡、陳敏之、陳美詩                                                                   |
| 2009年 7月            | 與鄭嘉穎、吳卓羲、楊怡、陳茵媺                                                                           |
| 2013年 8月            | 與高海寧、林夏薇、岑麗香、馬賽、龔嘉欣、楊秀惠                                                           |
| 2014年 1月            | 與鍾嘉欣、黃宗澤、吳卓羲、黃智雯、馬賽、苟芸慧、黃翠如                                                   |
| 2015年 11月（台慶月） | 與黃秋生、湯鎮業、黎耀祥、馬國明、胡杏兒、蘇玉華、吳卓羲、關禮傑、敖嘉年、梁琤、劉江、馬海倫、陳煒       |
| 2016年 4月            | 與黎耀祥、蕭正楠、姜大偉、陳國邦、胡定欣、林夏薇、胡諾言、王君馨、敖嘉年、陳庭欣                         |
| 2017年 6月            | 與麥明詩、陳凱琳、高海寧、黃智雯、何雁詩、林夏薇、朱晨麗、劉佩玥、麥美恩、張曦雯、鄧佩儀、吳若希、傅嘉莉 |
| 2018年 6月            | 與陳展鵬、譚俊彥、李施嬅、姚子羚、陳山聰                                                                 |

## 曾獲獎項及提名
本條目只記載唐詩詠出道至今的獎項及提名。

### 萬千星輝頒獎典禮
| 年份   | 獎項                             | 作品                                         | 角色／拍檔                       | 結果     |
| ------ | -------------------------------- | -------------------------------------------- | -------------------------------- | -------- |
| 2003年 | 本年度我最喜愛的拍檔（非戲劇組） | 當四葉草碰上劍尖時                           | 高 晴                            | 提名     |
| 2005年 | 最佳女配角                       | 《Yummy Yummy》                              | 陳家寶                           | 提名     |
| 2005年 | 飛躍進步女藝員                   | 《Yummy Yummy》 《老婆大人》 《心花放》      | 不適用                           | 提名     |
| 2006年 | 飛躍進步女藝員                   | 《天幕下的戀人》 《法證先鋒》 《樓住有情人》 | 不適用                           | 最後五強 |
| 2006年 | 最佳女配角                       | 《天幕下的戀人》                             | 高逸晴                           | 提名     |
| 2007年 | 最佳女配角                       | 《通天幹探》                                 | 魏詩嘉                           | 提名     |
| 2007年 | 飛躍進步女藝員                   | 《寫意人生》 《緣來自有機》 《通天幹探》     | 不適用                           | 最後五強 |
| 2008年 | 飛躍進步女藝員                   | 《最美麗的第七天》 《東山飄雨西關晴》        | 不適用                           | 最後五強 |
| 2010年 | 飛躍進步女藝員                   | 《老友狗狗》 《鐵馬尋橋》 《翻叮一族》       | 不適用                           | 獲獎     |
| 2011年 | 最佳女配角                       | 《真相》                                     | 潘巧如                           | 最後五強 |
| 2014年 | 最佳女配角                       | 《大藥坊》                                   | 許君約                           | 最後五強 |
| 2015年 | 最佳女配角                       | 《四個女仔三個BAR》                          | 鄭妁彤                           | 提名     |
| 2016年 | 最佳女主角                       | 《鐵馬戰車》                                 | 姚 瑤                            | 提名     |
| 2016年 | 最受歡迎電視女角色               | 《鐵馬戰車》                                 | 姚 瑤                            | 最後五強 |
| 2017年 | 最佳女主角                       | 《不懂撒嬌的女人》                           | 凌禹勤                           | 獲獎     |
| 2017年 | 最受歡迎電視女角色               | 《不懂撒嬌的女人》                           | 凌禹勤                           | 最後五強 |
| 2017年 | 最受歡迎電視拍檔                 | 《不懂撒嬌的女人》                           | 與王浩信                         | 提名     |
| 2018年 | 最佳女主角                       | 《棟仁的時光》                               | 程敏琦                           | 提名     |
| 2018年 | 新加坡最喜愛TVB女主角            | 《棟仁的時光》                               | 程敏琦                           | 提名     |
| 2018年 | 馬來西亞最喜愛TVB女主角          | 《棟仁的時光》                               | 程敏琦                           | 提名     |
| 2018年 | 最受歡迎電視女角色               | 《棟仁的時光》                               | 程敏琦                           | 提名     |
| 2019年 | 最佳女主角                       | 《白色強人》                                 | 蘇 怡                            | 最後五強 |
| 2019年 | 最受歡迎電視女角色               | 《白色強人》                                 | 蘇 怡                            | 最後五強 |
| 2021年 | 最佳女主角                       | 《我家無難事》                               | 田羽菲                           | 提名     |
| 2021年 | 馬來西亞最喜愛TVB女主角          | 《我家無難事》                               | 田羽菲                           | 提名     |
| 2022年 | 最佳女主角                       | 《鐵拳英雄》                                 | 錢芊芊                           | 提名     |
| 2022年 | 最佳女主角                       | 《回歸光影頌: 我的驕傲》                     | 孫卓嵐                           | 提名     |
| 2022年 | 最佳女主角                       | 《白色強人II》                               | 蘇 怡                            | 提名     |
| 2022年 | 最佳女主角                       | 《超能使者》                                 | 喬若嵐                           | 最後十強 |
| 2022年 | 最受歡迎電視女角色               | 《鐵拳英雄》                                 | 錢芊芊                           | 提名     |
| 2022年 | 最受歡迎電視女角色               | 《回歸光影頌: 我的驕傲》                     | 孫卓嵐                           | 提名     |
| 2022年 | 最受歡迎電視女角色               | 《白色強人II》                               | 蘇 怡                            | 提名     |
| 2022年 | 最受歡迎電視女角色               | 《超能使者》                                 | 喬若嵐                           | 提名     |
| 2022年 | 馬來西亞最喜愛TVB女主角          | 《鐵拳英雄》                                 | 錢芊芊                           | 提名     |
| 2022年 | 馬來西亞最喜愛TVB女主角          | 《回歸光影頌: 我的驕傲》                     | 孫卓嵐                           | 提名     |
| 2022年 | 馬來西亞最喜愛TVB女主角          | 《白色強人II》                               | 蘇 怡                            | 最後五強 |
| 2022年 | 馬來西亞最喜愛TVB女主角          | 《超能使者》                                 | 喬若嵐                           | 最後五強 |
| 2022年 | 最受歡迎電視拍檔                 | 《白色強人II》                               | 與馬國明及胡定欣                 | 提名     |
| 2022年 | 最受歡迎電視拍檔                 | 《超能使者》                                 | 與陳展鵬、陳山聰、劉穎鏇及林子善 | 最後十強 |
| 2023年 | 最佳女主角                       | 《隱形戰隊》                                 | 喬寶寶                           | 提名     |
| 2023年 | 大灣區最喜愛TVB女主角            | 《隱形戰隊》                                 | 喬寶寶                           | 提名     |
| 2023年 | 馬來西亞最喜愛TVB女主角          | 《隱形戰隊》                                 | 喬寶寶                           | 提名     |

### MY AOD我的最愛頒獎典禮
| 年份   | 獎項               | 作品         | 角色         | 結果     |
| ------ | ------------------ | ------------ | ------------ | -------- |
| 2010年 | 我的最愛電視女主角 | 《鐵馬尋橋》 | 應雁鳴       | 提名     |
| 2011年 | 我的最愛電視女配角 | 《真相》     | 潘巧如       | 最後五強 |
| 2012年 | 我的最愛電視女主角 | 《造王者》   | 余晴／樊紅纓 | 提名     |

### TVB 馬來西亞星光薈萃頒獎典禮
| 年份   | 獎項              | 作品               | 角色／拍檔   | 結果     |
| ------ | ----------------- | ------------------ | ------------ | -------- |
| 2013年 | 最喜愛TVB女主角   | 《神探高倫布》     | 梅妹／司徒男 | 提名     |
| 2013年 | 最喜愛TVB電視角色 | 《神探高倫布》     | 梅妹／司徒男 | 提名     |
| 2014年 | 最喜愛TVB女配角   | 《大藥坊》         | 許君約       | 最後三強 |
| 2014年 | 最喜愛TVB電視角色 | 《大藥坊》         | 許君約       | 提名     |
| 2015年 | 最喜愛TVB女配角   | 《梟雄》           | 李芷晶       | 提名     |
| 2015年 | 最喜愛TVB電視角色 | 《梟雄》           | 李芷晶       | 提名     |
| 2016年 | 最喜愛TVB女主角   | 《鐵馬戰車》       | 姚 瑤        | 提名     |
| 2016年 | 最喜愛TVB電視角色 | 《鐵馬戰車》       | 姚 瑤        | 獲獎     |
| 2016年 | 最喜愛TVB熒幕情侶 | 《鐵馬戰車》       | 與袁偉豪     | 提名     |
| 2017年 | 最喜愛TVB女主角   | 《不懂撒嬌的女人》 | 凌禹勤       | 提名     |
| 2017年 | 最喜愛TVB電視角色 | 《不懂撒嬌的女人》 | 凌禹勤       | 獲獎     |
| 2017年 | 最喜愛TVB熒幕情侶 | 《不懂撒嬌的女人》 | 與王浩信     | 最後三強 |

### 星和無綫電視大獎
| 年份   | 獎項                  | 作品                                   | 角色／拍檔 | 結果     |
| ------ | --------------------- | -------------------------------------- | ---------- | -------- |
| 2011年 | TVB飛躍進步藝人       | 《老友狗狗》 《鐵馬尋橋》 《翻叮一族》 | 不適用     | 獲獎     |
| 2011年 | 我最愛TVB電視女角色   | 《鐵馬尋橋》                           | 應雁鳴     | 提名     |
| 2014年 | 我最愛TVB女主角       | 《守業者》                             | 馮芷晴     | 提名     |
| 2015年 | 我最愛TVB女配角       | 《四個女仔三個BAR》                    | 鄭妁彤     | 提名     |
| 2016年 | 我最愛TVB女主角       | 《鐵馬戰車》                           | 姚 瑤      | 提名     |
| 2016年 | 我最愛TVB熒幕情侶     | 《鐵馬戰車》                           | 與袁偉豪   | 提名     |
| 2016年 | BOTTOSLIM完美曲線大獎 | 不適用                                 | 不適用     | 最後五強 |
| 2017年 | 我最愛TVB女主角       | 《不懂撒嬌的女人》                     | 凌禹勤     | 提名     |
| 2017年 | 我最愛TVB電視女角色   | 《不懂撒嬌的女人》                     | 凌禹勤     | 獲獎     |
| 2017年 | 我最愛TVB熒幕情侶     | 《不懂撒嬌的女人》                     | 與王浩信   | 獲獎     |

### 微博之星
| 年份   | 獎項                 | 作品               | 角色／拍檔 | 結果     |
| ------ | -------------------- | ------------------ | ---------- | -------- |
| 2016年 | 微博給力電視劇女角色 | 《鐵馬戰車》       | 姚 瑤      | 最後五強 |
| 2016年 | 微博給力熒幕情侶     | 《鐵馬戰車》       | 與袁偉豪   | 最後五強 |
| 2017年 | 微博給力電視劇女主角 | 《不懂撒嬌的女人》 | 凌禹勤     | 提名     |
| 2017年 | 微博給力熒幕情侶     | 《不懂撒嬌的女人》 | 與王浩信   | 提名     |
| 2018年 | 微博給力電視劇女主角 | 《棟仁的時光》     | 程敏琦     | 提名     |

### 其他獎項及提名
| 年份   | 頒獎典禮                        | 獎項                            | 劇集               | 角色    | 結果 |
| ------ | ------------------------------- | ------------------------------- | ------------------ | ------- | ---- |
| 2011年 | 壹電視大獎                      | 十大電視藝人第十位              | 不適用             | 不適用  | 獲獎 |
| 2013年 | 無綫電視                        | 無綫電視台十年長期服務員工獎    | 不適用             | 不適用  | 獲獎 |
| 2016年 | 東方報業集團東網民選            | 民意女主角（東網民選 TV Queen） | 《鐵馬戰車》       | 姚 瑤   | 殿軍 |
| 2017年 | Marie Claire                    | Believe In Yourself             | 不適用             | 不適用  | 獲獎 |
| 2017年 | 英國大本鐘金獨角獸大獎          | 最受推崇女主角                  | 《不懂撒嬌的女人》 | 凌禹勤  | 獲獎 |
| 2017年 | Yahoo! 人氣搜尋2017頒獎典禮     | 電視女藝人大獎                  | 《不懂撒嬌的女人》 | 凌禹勤  | 獲獎 |
| 2017年 | big big channel失驚無神頒獎典禮 | 最FFable飲食節目大獎            | 《兩位吖唔該》     | 不適用  | 獲獎 |
| 2019年 | 星和璀璨星光夜                  | 最佳TVB女藝人                   | 《白色強人》       | 蘇 怡   | 獲獎 |
| 2022年 | Yahoo! 搜尋人氣大獎2022         | 熱搜本地男女藝人或組合          | 不適用             | 頭100位 |      |
| 2022年 | Yahoo! 搜尋人氣大獎2022         | 人氣票后10強                      | 不適用             | 10強    |      |

## 外部連結
- 唐詩詠的新浪微博
- 唐詩詠的Instagram帳戶
- 唐詩詠的Facebook專頁
- 唐詩詠在互联网电影资料库（IMDb）上的資料（英文）
- 唐詩詠在香港影庫上的簡介
- 唐詩詠在豆瓣上的资料（简体中文）
- 唐詩詠在时光网上的簡介（简体中文）
- 「私密故事系列」動畫《最後的那一瞬間》，唐詩詠編寫劇本及聲演 （页面存档备份，存于）